# Décès en décembre 1927
Décès
- 1923
- 1924
- 1925
- 1926
- 1927
- 1928
- 1929
- 1930
- 1931

Pour une information complémentaire, voir la page d'aide.

| Date        | Nom                          | Pays                  | Activités                                                         | Âge | Source |
| ----------- | ---------------------------- | --------------------- | ----------------------------------------------------------------- | --- | ------ |
| 4 décembre  | Alexander Kolowrat-Krakowsky | Drapeau de l'Autriche | Producteur de cinéma autrichien.                                  | 41  |        |
| 31 décembre | Achille Enderlin             | Drapeau de la France  | Pionnier français de l'aviation, pilote d'essai de l'Aéropostale. | 34  |        |